# Пам'ятник на честь 128 робітників і службовців рудоуправління ім. Кірова
Пам'ятник на честь 128 робітників і службовців рудоуправління ім. Кірова, загиблих у роки Великої Вітчизняної війни, знаходиться по вулиці Володимира Великого, 14, у Саксаганському районі м. Кривий Ріг.

## Передісторія
Пам’ятка пов’язана з подіями Другої світової війни. Під час боїв на різних фронтах загинуло 128 працівників та службовців рудоуправління імені Кірова. Відкриття пам’ятника у вигляді гранітної горизонтальної стіни з іменами загиблих, довжиною 72 м, висотою 2 м,  відбулося 9 травня 1975 р. Архітектор проєкту – Олег Олексійович Савельєв.  
У вересні 1983 р. розпочалась реконструкція пам’ятника, яка тривала вісім місяців. Відкриття відбулось 9 травня 1984 р. Новий меморіальний комплекс складався зі стели з меморіальними дошками по центру і рельєфами по обидва боки, скульптури жінки з гілкою в руках та Вічного вогню. Архітектори оновленої пам’ятки – Олег Олексійович Савельєв, Сурен Геворкович Бурхаджян, скульптор – Володимир Давидович Анташян.  
Рішенням Дніпропетровського облвиконкому від 12.01.1978 р. № 25 пам’ятку взято на державний облік з охоронним номером 2055. 
Биков Іван Михайлович (02.11.1911 – 07.08.1943) отримав звання Героя Радянського Союзу 2 червня 1942 р. за знищення 31 танку на чолі артилерійської батареї у Волчанському районі Харківської області. Командир артдивізіону, майор, загинув під час Курської битви. На його честь названа вулиця у Саксаганському районі м. Кривий Ріг, його ім’я вибито на стелі Героїв і на пам’ятнику на честь робітників і службовців рудоуправління ім. Кірова, загиблих у роки Великої Вітчизняної війни. 

## Опис
Стела виконана з бетону, загальна довжина 54,6 м; середина облицьована полірованими плитами сірого граніту, по центру на відстані близько 1 м одна від одної розміщено 18 гранітних меморіальних дощок розміром 80х60 см кожна. На дошках вигравірувані і зафарбовані білим кольором прізвища та ініціали загиблих робітників і службовців рудоуправління ім. Кірова. На першій зліва вигравіруваний портрет Героя Радянського Союзу І. М. Бикова у гімнастерці та пілотці, з орденом та «Золотою Зіркою» Героя Радянського Союзу. Під портретом вигравірувано й зафарбовано білим напис у три ряди російською мовою: «Герой Советского Союза / Быков Иван Михайлович / Погиб в боях на Курской дуге». Дві крайні частини стели, пофарбовані у червоно-коричневий колір, містять фігурно-тематичні рельєфи «Перемога» (розміри кожного: 15 м довжина, 3 м висота). На них зображені воїни в момент атаки. До постаменту з двох сторін ведуть облицьовані полірованими гранітними плитами сходи. Справа і зліва від сходів упорядковані бетонні клумби. Постамент також облицьований полірованими гранітними плитами коричнюватого кольору. На лицевій стороні постаменту викарбувані та зафарбовані білим кольором дати «1941-1945». Скульптуру молодої жінки (висота 4,7 м) в довгій сукні, з довгим покривалом на голові, що в руках тримає дубову гілку, зроблено з листів кованої міді й пофарбовано в чорний колір. Перед скульптурою розташовано Вічний вогонь. Газова горілка, накрита зверху декоративною решіткою у вигляді об’ємної п’ятикутної зірки, вписаної в коло, що лежить на квадраті.